# ویرجینیا ون آپ
ویرجینیا ون آپ (انگلیسی: Virginia Van Upp؛ ‏ ۱۳ ژانویهٔ ۱۹۰۲ – ۲۵ مارس ۱۹۷۰) تهیه‌کننده فیلم، و فیلم‌نامه‌نویس اهل ایالات متحده آمریکا بود.
از فیلم‌هایی که وی در آن‌ها نقش داشته‌است، می‌توان به گوی بلورین، شبی در لیسبون، تو و من، ویرجینیا، بیا با من زندگی کن، دختر مدل، سال‌های بی‌تابی، گیلدا و داماد وارد می‌شود اشاره نمود.